# Saison 2018-2019 du Tours Football Club
Chronologie
Saison précédente Saison suivante
La saison 2018-2019 du Tours FC, club de football français, voit le club évoluer en National 1.

## Compétitions

### National
Calendrier des matchs de National du Tours FC :